# أورسولا برغر
أورسولا برغر (بالألمانية: Ursula Bürger)‏ هي دراجة ألمانية، ولدت في القرن العشرين.

## وصلات خارجية
- أورسولا برغر على موقع أرشيف الدراجات (الإنجليزية)
- أورسولا برغر على موقع إحصائيات الدراجات الإحترافية (الإنجليزية)
- أورسولا برغر على موقع SpeedSkatingNews.info (الإنجليزية)